# バッド・レリジョン
バッド・レリジョン（Bad Religion）は、アメリカ合衆国出身のパンク・ロックバンド。
メロディック・ハードコアのスタイルを生み出したグループの一つ。同国を代表する現代パンク・ロックの重鎮としても知られる。

## 概要
1988年発表の3rdアルバム『Suffer』において、疾走感や叙情性・哀愁味を帯びたメロディーライン、「oozin' aahs」と呼ばれる重厚なコーラスワークなどバンドとしての特徴を確立し、その後1994年発表の8thアルバム『Stranger Than Fiction』でバンドとして初めて商業的な成功を収め、また本作において日本デビューを果たす。古巣エピタフレコードに復帰して以降もコンスタントに新作を発表し続けており、2013年に発表された16thアルバム『True North』は、Billboard 200のアルバムチャートにおいてバンド史上最高位となる19位を獲得した。
結成以来、世界情勢・戦争・貧富差などについて真摯に向き合う姿勢を貫き続けており、歌詞のテーマは宗教的なものから人間の生き方を問う哲学的なものまで概して難解なことで知られる。時には母語話者でさえ辞書を引かないとわからないほどの難解な語彙を多用するため、一部からはレキシコン[辞書]パンクスとも呼ばれている。
ほぼ全ての曲がグレッグ・グラフィン(Vo.)もしくはブレット・ガーヴィッツ(Gt.)によって作られている。

## メンバー

### 現ラインナップ
- グレッグ・グラフィン (Greg Graffin) - ボーカル (1980- )
1964年11月6日生まれ。事実上のリーダー。コーネル大学で生物学の博士号を取得。UCLAで講師を務める。
- ブレット・ガーヴィッツ (Brett Gurewitz) - ギター (1980-1983, 1987-1994, 2001- )
1962年5月12日生まれ。エピタフレコード社長。ミスター・ブレットの愛称で呼ばれる。1994年の『Stranger Than Fiction』リリース後に脱退。脱退中にゴア・ヴァービンスキーらとデアデビルズを結成し、1996年に唯一のシングルCD「Hate You」を発表。2000年、『The New America』収録の「Believe It」に参加。2001年、バンドのエピタフ復帰と共に電撃復帰。
- ジェイ・ベントリー (Jay Bentley) - ベース (1980-1982, 1986- )
1964年6月6日生まれ。エピタフレコードの社員業が忙しくなる以前はバンドの傍らバイクのメカニックをしていた。
- ブライアン・ベイカー (Brian Baker) - ギター (1994- )
1965年生まれ。元マイナー・スレットのメンバー。当時はベースを担当。
- マイク・ディムキック (Mike Dimkich) - ギター (2013- )
- ジェイミー・ミラー (Jamie Miller) - ドラムス (2015- )
元...And You Will Know Us By The Trail Of Deadのメンバー。

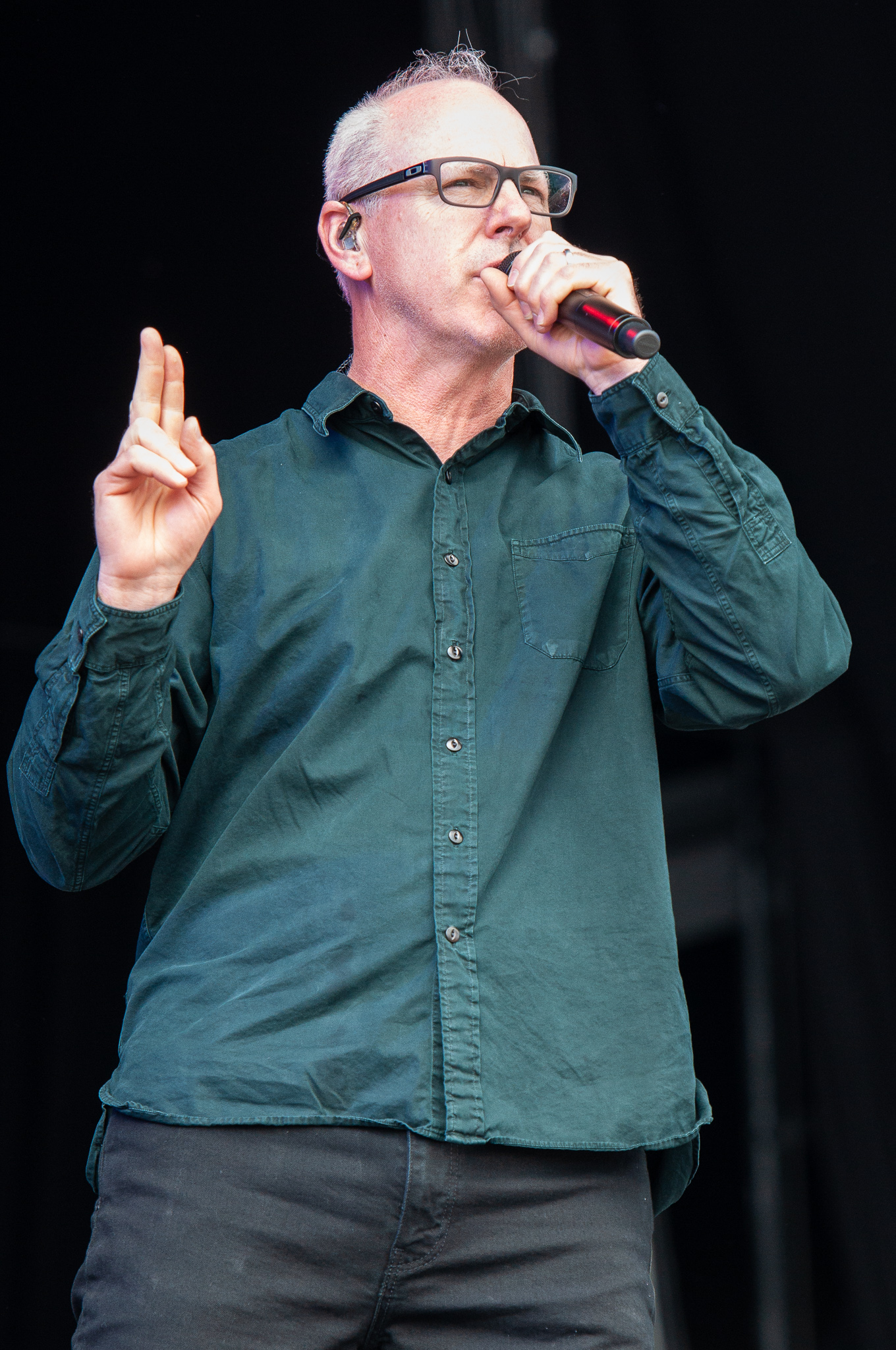
グレッグ・グラフィン(Vo) 2018年
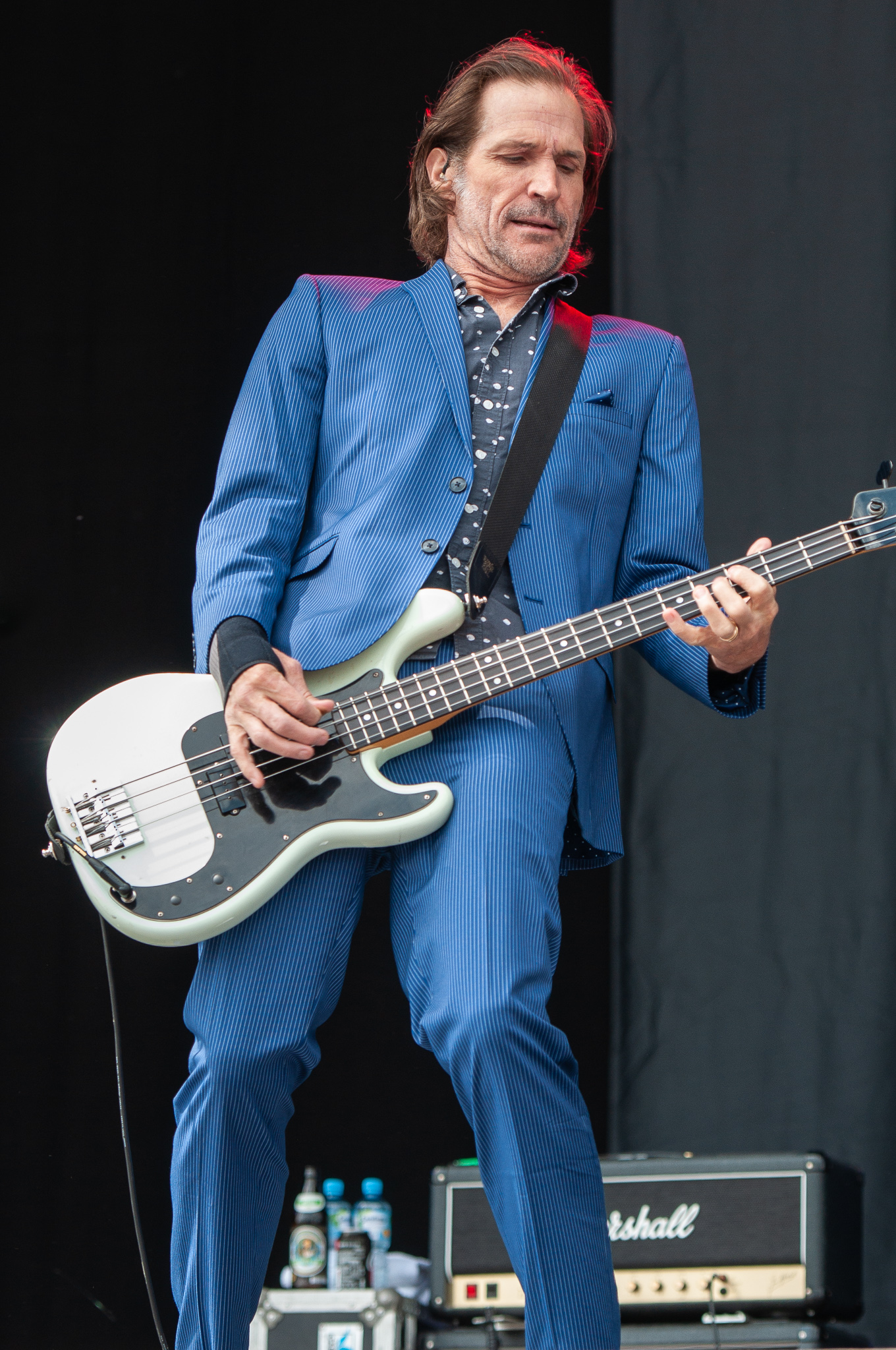
ジェイ・ベントリー(B) 2018年
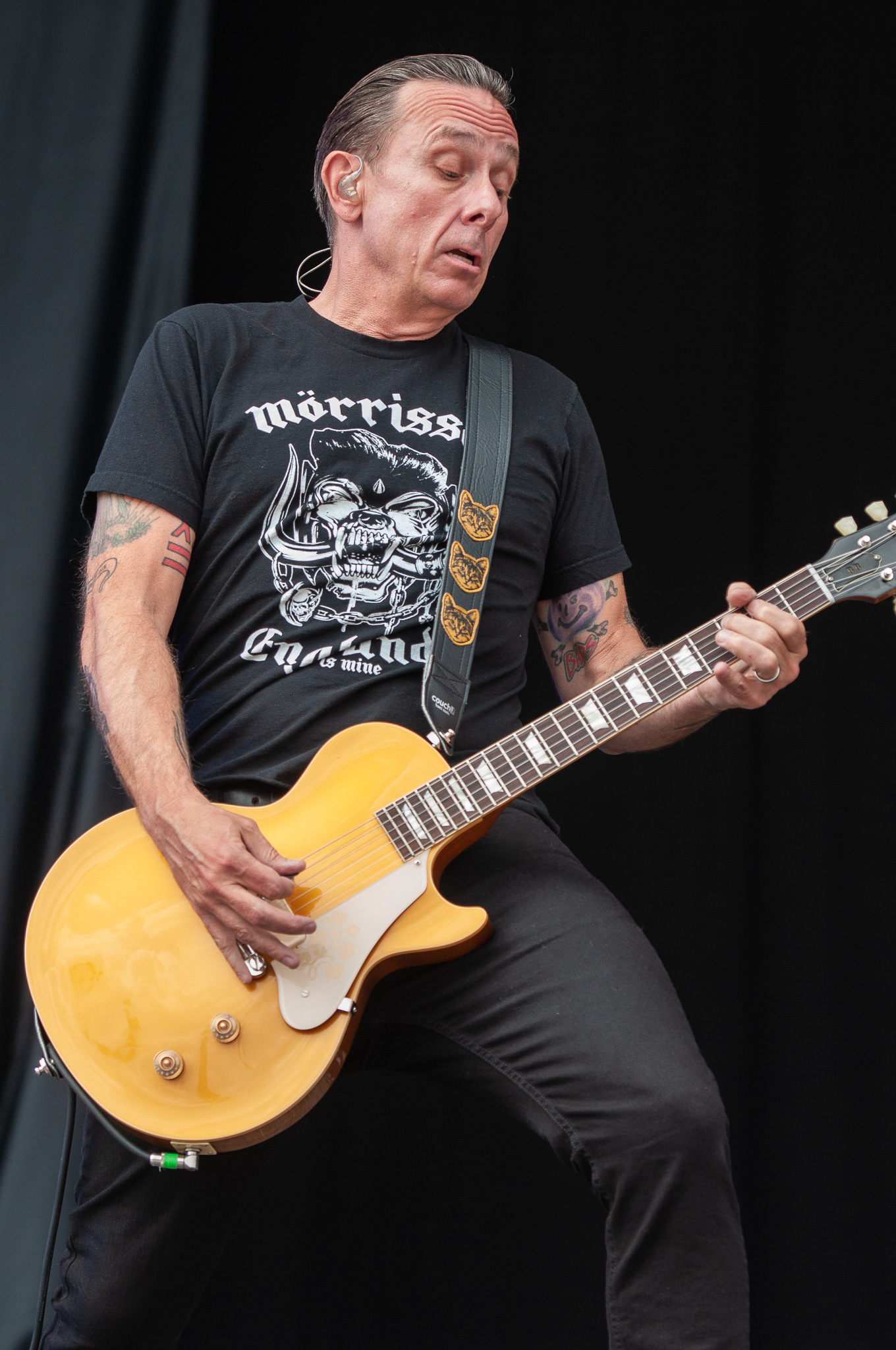
ブライアン・ベイカー(G) 2018年
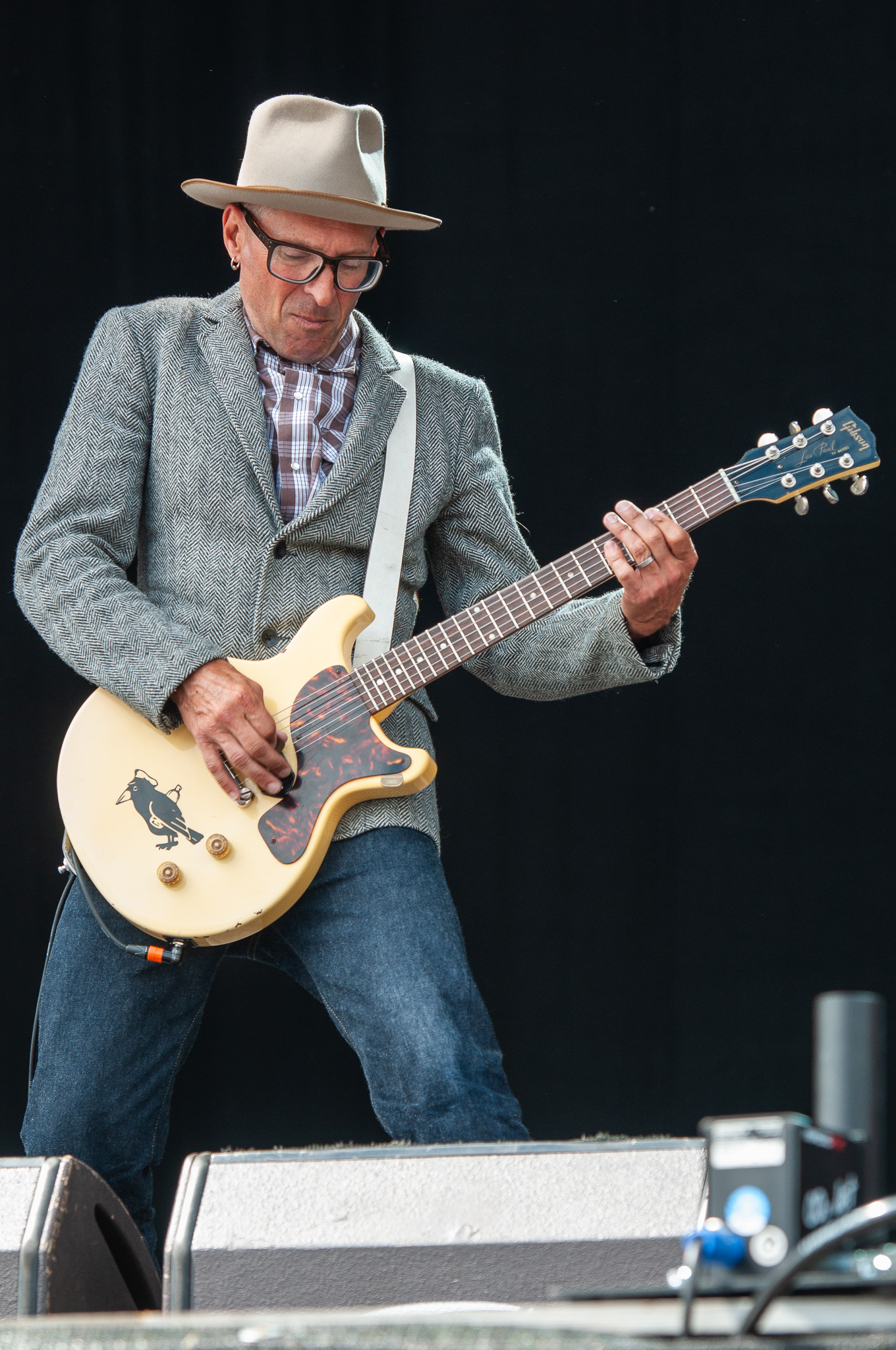
マイク・ディムキック(G) 2018年
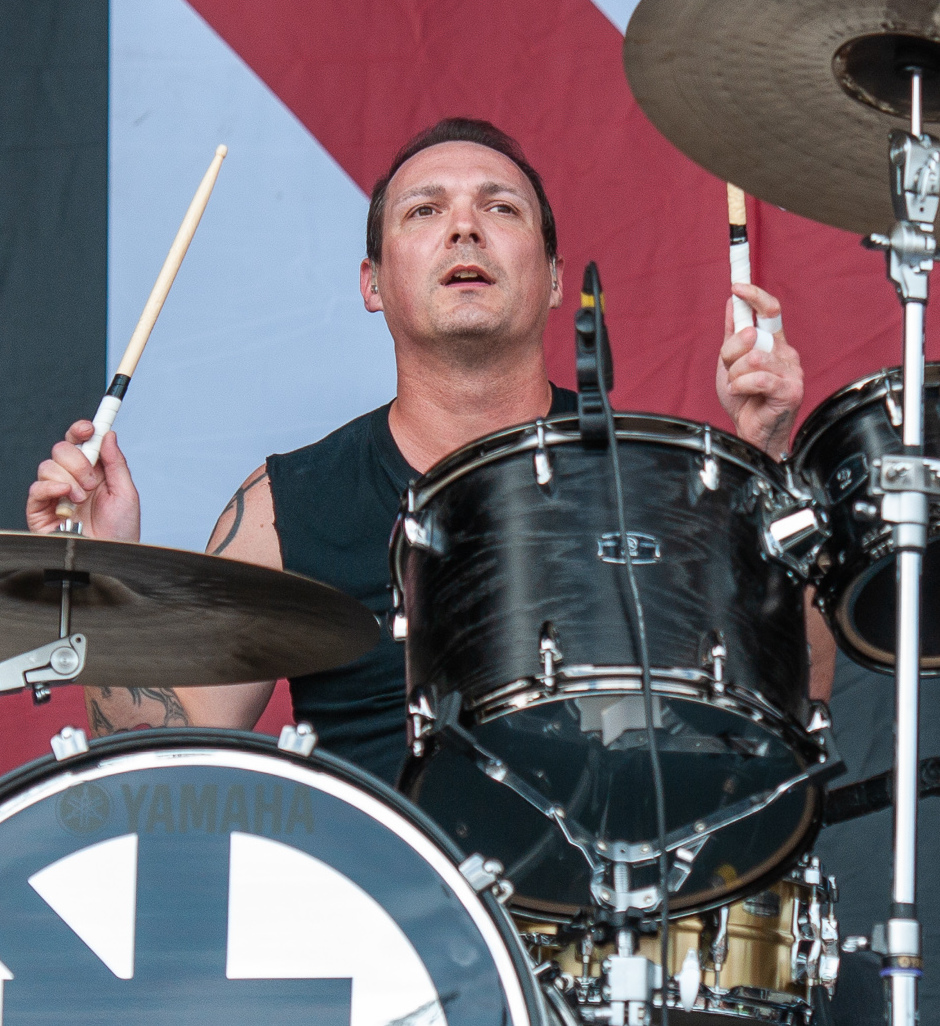
ジェイミー・ミラー(Dr) 2018年
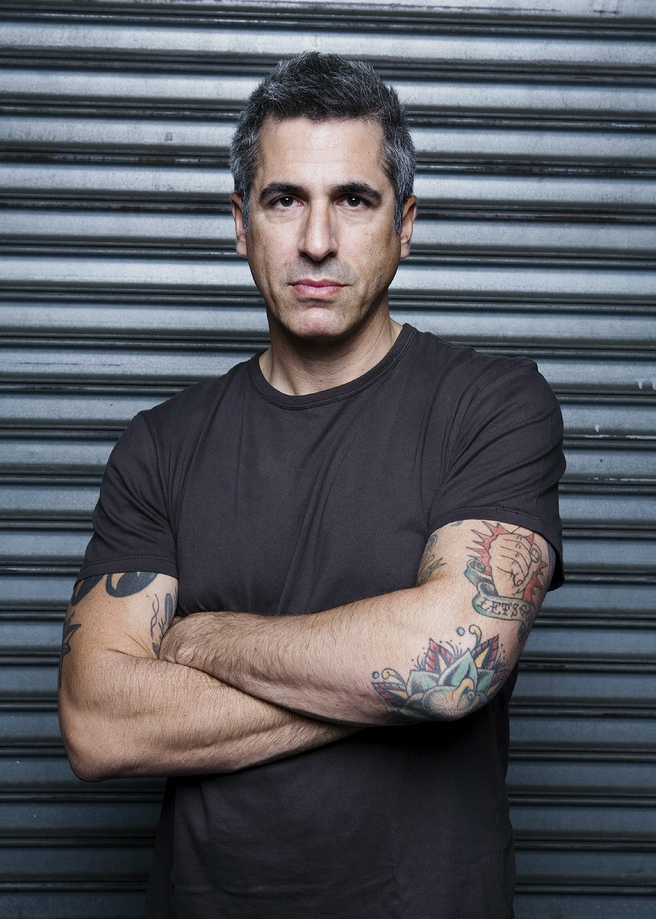
ブレット・ガーヴィッツ

### 旧メンバー
- ジェイ・ジスクラウト (Jay Ziskrout) - ドラムス (1980)
- ピート・ファインストーン (Pete Finestone) - ドラムス (1981-1982, 1984-1991)
初代ドラマー。ブレット・ガーヴィッツとの不仲、他バンドとの掛け持ちにより1991年に脱退。1999年のライブに飛び入り参加し、1曲だけプレイしたことがある。
- ポール・デドナ (Paul Dedona) - ベース (1982-1984)
- デイビー・ゴールドマン (Davy Goldman) - ドラムス (1982-1984)
- グレッグ・ヘトソン (Greg Hetson) - ギター (1984-2013)
1961年6月29日生まれ。サークル・ジャークスのギタリストを兼任している。解散状態だったバッド・レリジョンをグラフィンに呼びかけて復活させた。2013年にバンドを脱退。
- ティム・ガレゴス (Tim Gallegos) - ベース (1984-1986)
- ジョン・アルバート (John Albert) - ドラムス (1985)
- ラッキー・レーラー (Lucky Lehrer) - ドラムス (1986)
- ボビー・シェイヤー (Bobby Schayer) - ドラムス (1991-2001)
ピート・ファインストーン脱退後、オーディションを経て加入。オーディションを受けに来た時点で全ての楽曲を完璧に演奏できたことが加入の決め手であった。2001年、肩の損傷および腱鞘炎により脱退。バンドは「バッドレリジョンは史上最高のパンクドラマーを失った」とコメントした。その後はニューヨークへ転居。
- ブルックス・ワッカーマン (Brooks Wackerman) - ドラムス (2001-2015)
1977年2月15日生まれ。ボビー・シェイヤー脱退後の2001年より スーサイダル・テンデンシーズより移籍加入。2015年末脱退しアヴェンジド・セヴンフォールドに加入。彼の家系はパーカッション一家として有名で、兄は フランク・ザッパやアラン・ホールズワースといったヴィルトゥオーゾたちと競演しているドラマーのチャド・ワッカーマン 。

## 略歴
1980年、ロサンゼルスで同じ高校に通っていたグレッグ・グラフィン(Vo.)、ブレット・ガーヴィッツ(Gt.)、ジェイ・ベントリー(Ba.)、ジェイ・ジスクラウト(Drs.)によって結成。
1981年、デビューEP『Bad Religion』をリリース。自らのレコードを発売するためにブレットが中心となってレーベルエピタフを立ち上げる。ドラマーがピート・ファインストーンに交代。
1982年、1stアルバム『How Could Hell Be Any Worse?』リリース。「We Are Only Gonna Die」 が収録され、また「Part III」ではサークル・ジャークスのギタリスト、グレッグ・ヘトソンがゲスト参加している。
1983年、2ndアルバム『Into the Unknown』リリース。ブレットがグラフィンへ誕生日プレゼントとして贈ったシンセサイザーを楽曲へ導入したが殆ど売れず、長らく廃盤となっていたが、デビュー30周年を記念して2010年にリリースされた『30 Years LP Box Set』にて公式にLP盤として再発された。
この後ブレットがドラッグ、アルコール中毒で音楽活動が困難となり、またグラフィンがウィスコンシンへ移り住むため脱退、バンドは解散状態となった。
1984年、ロサンゼルスに戻ってきたグラフィンをヘトソンが誘い、ブレット不在のままバンドの再建を始め、EP『Back to the Known』をリリース。
1987年、ブレットがバンドに復帰。
1988年、3rdアルバム『Suffer』リリース。
1989年、4thアルバム『No Control』リリース。
1990年、5thアルバム『Against the Grain』リリース。
1992年、6thアルバム『Generator』リリース。ドラマーがボビー・シェイヤーに交代。
1993年、代表曲「American Jesus」を収録した7thアルバム『Recipe for Hate』リリース。今作を最後にエピタフを離れ、メジャー・レーベルのアトランティック・レコードへ移籍。
1994年、8thアルバム『Stranger Than Fiction』をリリースした後、エピタフ社長も兼任しているブレットは大きくなっていくレーベルの社長業務に専念することを理由に脱退。他にメンバー間の不仲、ドラッグ中毒にも原因があるとされる。後任にブライアン・ベイカーが加入。
1996年、9thアルバム『The Gray Race』リリース。プロデューサーに元ザ・カーズのリック・オケイセックを起用。
1998年、10thアルバム『No Substance』リリース。
2000年、11thアルバム『The New America』リリース。トッド・ラングレンをプロデューサーに起用。
2002年、12thアルバム『The Process of Belief』リリース。今作よりエピタフに復帰すると同時にブレット・ガーヴィッツもバンドに復帰。また肩の腱鞘炎悪化によりボビー・シェイヤーが脱退し、後任にブルックス・ワッカーマンが加入。
2004年、13thアルバム『The Empire Strikes First』リリース。
2006年、ライブDVD『Live at the Palladium』リリース。
2007年、14thアルバム『New Maps of Hell』リリース。
2008年、14thアルバムに未発表曲を含む7曲のアコースティック音源を加えた『New Maps of Hell (Deluxe Edition)』リリース。
2010年、15thアルバム『The Dissent of Man』リリース。
2013年、16thアルバム『True North』リリース。

## ディスコグラフィー

### スタジオアルバム
|        | タイトル                     | 規格品番                                   | 日本盤ボーナストラック                                            | 備考                                         |
| ------ | ---------------------------- | ------------------------------------------ | ----------------------------------------------------------------- | -------------------------------------------- |
| 1982年 | How Could Hell Be Any Worse? | （国内盤は存在しない）                     |                                                                   | 『80-85』に収録                              |
| 1983年 | Into the Unknown             | （国内盤は存在しない）                     |                                                                   | 本作については該当ページ（英文）を参照のこと |
| 1988年 | Suffer                       | ESCA-6153                                  | なし                                                              |                                              |
| 1989年 | No Control                   | ESCA-6154                                  | なし                                                              |                                              |
| 1990年 | Against the Grain            | ESCA-6141                                  | なし                                                              |                                              |
| 1992年 | Generator                    | ESCA-6111                                  | なし                                                              |                                              |
| 1993年 | Recipe for Hate              | ESCA-6112                                  | なし                                                              |                                              |
| 1994年 | Stranger Than Fiction        | ESCA-6057                                  | "News from the Front" "Markovian Process" "Leaders and Followers" | "Leaders and Followers"は日本盤のみの収録    |
| 1996年 | The Gray Race                | ESCA-6385                                  | "The Universal Cynic" "The Dodo"                                  |                                              |
| 1998年 | No Substance                 | ESCA-6949                                  | "Dream of Unity (Re-recording)"                                   |                                              |
| 2000年 | The New America              | ESCA-8152                                  | "The Fast Life" "Queen of the 21st Century"                       |                                              |
| 2002年 | The Process of Belief        | EICP-6                                     | "Shattered Faith"                                                 | スリーブケース仕様（初回盤）                 |
| 2004年 | The Empire Strikes First     | EICP-372                                   | "The Surface of Me"                                               |                                              |
| 2007年 | New Maps of Hell             | EICP-800                                   | "Sorrow (Acoustic Version)" "God Song (Acoustic Version)"         |                                              |
| 2010年 | The Dissent of Man           | EICP-1415～6（初回盤） EICP-1417（通常盤） | "Finite"                                                          | ライブCD付属（初回盤）                       |
| 2013年 | True North                   | EICP-1569                                  | なし                                                              | ステッカー封入（初回盤）                     |
| 2019年 | Age of Unreason              |                                            |                                                                   |                                              |

### ライブ、コンピレーション盤など
|        | タイトル                          | 規格品番   | 備考 |
| ------ | --------------------------------- | ---------- | --- |
| 1991年 | 80-85                             | ESCA-6142  | 1stアルバム以前のEPと1stアルバムとの編集盤                                                                                      |
| 1995年 | Infected Live EP                  | ESCA-6305  | 日本企画のライブ・ミニアルバム                                                                                                  |
| 1995年 | All Ages                          | ESCA-6405  | 初期エピタフ時代のベストアルバム 日本盤のみボーナストラックとして"American Jesus"を収録                                         |
| 1997年 | Tested                            | ESCA-6658  | 新曲3曲を含むライブアルバム |
| 2002年 | Punk Rock Songs                   | EICP-96    | アトランティック時代のベストにライブ音源などを加えたアルバム デジパック仕様（初回盤）                                           |
| 2004年 | How Could Hell Be Any Worse?      | EICP-369   | 『80-85』のリマスター盤 ジャケットに1stアルバムのアートワークを使用                                                             |
| 2008年 | New Maps of Hell (Deluxe Edition) | 輸入盤のみ | 14thアルバムに未発表曲を含む7曲のアコースティック音源を加えたデラックス版 ライブ映像やPVなどを収録したDVDが付属。デジパック仕様 |
| 2010年 | 30 Years Live                     | EICP-1416  | 結成30年を記念したライブアルバム 15thアルバムの日本企画初回生産限定盤にボーナスCDとして付属                                     |
| 2013年 | Christmas Songs                   | EICP-1594  | クリスマス・ソングのカバーアルバム ステッカー封入（初回盤）                                                                     |

### EP盤
1981年 Bad Religion
1981年 Public Service
1984年 Back to the Known
1996年 Punk Rock Song